# Data Mesh
Data Mesh ist ein soziotechnischer Ansatz für die Erstellung einer dezentralen Datenarchitektur. Entwicklungsteams erhalten dabei die Verantwortung für die Entwicklung und den Betrieb von Datenprodukten ihrer fachlichen Domäne. Es setzt dabei auf Domain-driven Design von Eric Evans sowie Team Topologies von Manuel Pais und Matthew Skelton auf.

## Geschichte
Der Begriff Data Mesh wurde 2019 von Zhamak Dehghani erstmals verwendet, um Prinzipien einer domänenorientierten dezentralen Architektur für analytische Daten zu beschreiben. Sie stellte damit einen Gegenentwurf zu den damals vorherrschenden zentralen Data Warehouse und Data Lake Architekturen vor. Seitdem erlebt Data Mesh eine hohe Beachtung  und wurde inzwischen von mehreren Unternehmen eingeführt, wie Zalando, Adidas und Roche.

## Prinzipien
Data Mesh basiert auf den folgenden vier fundamentalen Prinzipien:
- Domain Ownership
- Data as a Product
- Self-Serve Data Platform
- Federated Governance

Data Mesh überträgt die Verantwortung für Datenanalysen in die fachlich geschnittenen Domänenteams. Analytische Daten werden in Form von Datenprodukten auch anderen Teams zugänglich gemacht, um übergreifende Auswertungen zu ermöglichen. Gemeinsame Standards und Regeln werden in Form einer Federated Governance von den Teams gemeinsam festgelegt, um Interoperabilität und Sicherheitsanforderungen zu gewährleisten. Die Dateninfrastruktur wird in Form einer Datenplattform nach dem Self-Service-Gedanken von einem Data Platform  Team bereitgestellt.